# Majandra Delfino
Majandra Delfino (nacida María Alejandra Delfino; Caracas, 20 de febrero de 1981) es una actriz, cantante, productora y guionista venezolana, más conocida por su papel como Maria DeLuca en la serie de culto Roswell. Además de actuar y cantar, también baila, pinta, toca guitarra, piano y chelo. Es hermana de la también actriz venezolana Marieh Delfino.

## Carrera
De padre italovenezolano y madre Cubana, y es la hermana de la actriz Marieh Delfino, su verdadero nombre es María Alejandra pero fue apodada Majandra por su hermana mayor, quien no podía pronunciar su nombre real, así que el nombre de Majandra permaneció.
Sin embargo, Majandra ha preferido ser más cantante que actriz, y desde que terminó Roswell se ha centrado en ello, lanzando su aclamado álbum "The Sicks" en 2001 por su propia cuenta, sin ser tocado en radio o transmitido en TV. Montó Dripfeed, su propia compañía, que daría luz a este proyecto debut, la venta del CD se hizo a través de Internet teniendo buena acogida y gran expectación ya que llegó a alcanzar las 12.000 copias de ventas sin promoción alguna. Es un disco lleno de sonidos con matices oscuros donde la propia Majandra desnuda sus sentimientos más profundos, ella misma decía que hacer canciones era como una terapia para superar esos traumas que había experimentado, las letras están marcadas por la desilusión y decepción que sufrió la artista en primera persona. Se tenía previsto una reedición para "The Sicks" incluyendo tres nuevos temas que grabó en estudio "Karma", "Heaven Scent" y "Hermes Purse", pero el proyecto nunca vería la luz. Por el tipo de sonidos que emplea la han llegado a comparar con Portishead, Björk o Fiona Apple. 
Ya en 2003 grabó el sencillo "Le Prince Bleu" junto a la cantante francesa RoBERT, en un principio fue escrito por la propia RoBERT y Jean Roulet originalmente en francés, Majandra fue la encargada de la adaptación al inglés, el resto de arreglos quedó en manos de Mathieu Saladin. 
Con la buena acogida del sencillo y tras el éxito se lanzó al mercado francés, en abril de 2004, un DVD especial que contiene un corto con la canción como telón de fondo de la historia. El corto está creado con personajes de fantasía hechos totalmente por ordenador y utilizando las últimas técnicas de sonido e imagen, ambientado en los confines de un bosque siniestro pero a la vez mágico la acción transcurre en un majestuoso castillo, criaturas vaporosas y espirituales tratarán de seducir al príncipe. La historia fue escrita y dirigida por Sébastien Rossignol. En las opciones de sonido del DVD podemos elegir, además del audio original, entre cinco versiones alternativas de la banda sonora. También se incluye otro disco en formato CD con las cinco versiones (excepto la instrumental) y aparece el tema "Arthelius". 
La canción "Le Prince Bleu" también fue incluida en el disco de RoBERT llamado "Unutma" -en turco significa "No Olvido"- y se publicó en 2004. Así pues Majandra conquistó el mercado francés, granjeándose la simpatía y admiración de sus habitantes lo que la llevó a hacer varios conciertos en el país galo en 2004, compartió escenario con RoBERT en el concierto de París. En Internet se pueden encontrar varios foros y páginas en francés sobre el seguimiento de Majandra.
En abril de 2005 organizó una subasta desde su página web oficial, puso a la venta varios de los cuadros que había pintado, algunos de ellos alcanzaron los 1000$. Los personajes tienen algo de místico o mágico, por ejemplo, ha utilizado a ninfas y hadas, la pintura está cargada de colorido, la expresividad es sencilla, humana, casi infantil pero plasma la fuerza de un artista vanguardista y bohemio que refleja su mundo interno en la creación. La colección es, sin duda, de un exquisito gusto naïf. 
A finales de abril de 2007 Majandra publicó "Tarte", su último trabajo discográfico hasta la fecha, una obra lanzada al mercado de la mano de la compañía Red Velvet Cake Records. Su nombre, Tarte, podría ser un guiño a los fanes franceses. El disco se puede adquirir desde la propia página oficial o a través de Amazone. 
El 6 de octubre de 2007 se casó con el actor Devon Gummersall (My So-Called Life), pero lo confirmaría en su foro oficial el 25 de noviembre.

## Filmografía
- Amigos y mucho más (2014) - Andi lutz
- Estoy con Georgia (2011) - Jo
- Hombres de cierta edad (2011) - Stella
- Bajo el mismo techo (2010) - Jenna
- Web of Lies (2009) - Abby Turner
- Pulling (2009) - Louise
- Quarterlife (2008) - Vanessa
- Heidi 4 Paws (2008) - Señorita Rottenmeier (voz)
- State's Evidence (2006) - Trudi
- Help Me Help You (2006) - Lucy
- Three Moons Over Milford (2006) - Grace Wochuck
- Ultra (2006) - Suzette
- Fluorescent (2006) - Kelly
- I Remember (2006) - Trish
- Don't Come Knocking (2005) - Trailer Twin #1
- Celeste en la ciudad (2004) - Celeste Blodgett
- State's Evidence (2004) - Trudi
- Reeseville (2003) - Iris Buchanan
- R.S.V.P. (2002) - Callie
- The Learning Curve (2001) - Ashley
- Tráfico (2000) - Vanessa
- No es otra tonta Película de miedo (2000) - Martina Martínez
- Roswell (1999) Serie de TV - Maria DeLuca
- Katie Joplin (1999) Serie de TV - Sara Shotz
- La vida secreta de las chicas (1999) - Natalie Sanford
- The Tony Danza Show (1997) Serie de TV - Tina DiMeo
- Zeus and Roxanne (1997) - Judith Dunhill

## Discografía
- The Sicks (2001) Dripfeed
- Le Prince Bleu (Disco sencillo al lado de RoBERT) (2003)
- Tarte (2007) Red Velvet Cake Records

## DVD Le Prince Bleu
- Disc 1: CD Single

1. Radio Edit
2. Arthélius instrumental
3. Harpsichord
4. Turkish & English
5. English
6. RoBERT's Solo

- Disc 2: DVD

1. Turkish & English
2. Harpsichord
3. Alternative English
4. RoBERT's Solo
5. Instrumental

## Canciones
- The Sicks

1. Ski-Ming
2. Bruises
3. Oil+Water
4. Siren
5. Tatu
6. Hell+Bliss

- Le Prince Bleu

1. Le Prince Bleu

- Tarte

1. Ever Present
2. The Places You'll Go
3. Sit And Wait
4. Who We're Meant To Be
5. I'm MAD
6. Funeral For A Wednesday
7. Syrup Like
8. Daddy Died
9. What Sad Day
10. Still Not Over This
11. Poems Spill

- Otras Canciones

1. Siren (versión alternativa) (3:04)
2. Tatu (versión alternativa) (2:05)
3. Karma
4. Hermes Purse
5. Heaven Scent
6. Le Prince Bleu (versión extendida) (6:47)
7. Northern Lad
8. Tatu (Remix)
9. Alex's Funeral
10. Amazing Grace
11. Pop Crack
12. Alone
13. Only When You Go (Roswell, episodio "Behind The Music")
14. I Can Feel It
15. Humming
16. I'm In Love!
17. Breathing (Roswell, episodio "Behind The Music")
18. Bring Me Back
19. Behavior (Roswell, episodio "Ch-Ch-Changes")
20. Paradise By The Dashboard (Roswell, episodio "Ch-Ch-Changes")
21. Funny Little Valentine (incluida en "The Learning Curve")
22. (I Got The) World On A String (Roswell, episodio "Viva Las Vegas")
23. I've Got It Bad (And That Ain't Good) (Roswell, episodio "Vivas Las Vegas")
24. In The Air Tonight (Roswell, episodio "Blind Date")
25. North
26. Sick Jag
27. Super Star